# Río Tom
El río Tom (en ruso: Томь) es un río en Rusia, tributario derecho de río Obi. Su longitud es 871 kilómetros. Su fuente está en la cordillera de Abakán (una continuación norteña de los montes Altái), y atraviesa la cuenca de Kuznetsk. Confluye con el río Obi aproximadamente 50 kilómetros al norte de Tomsk. 

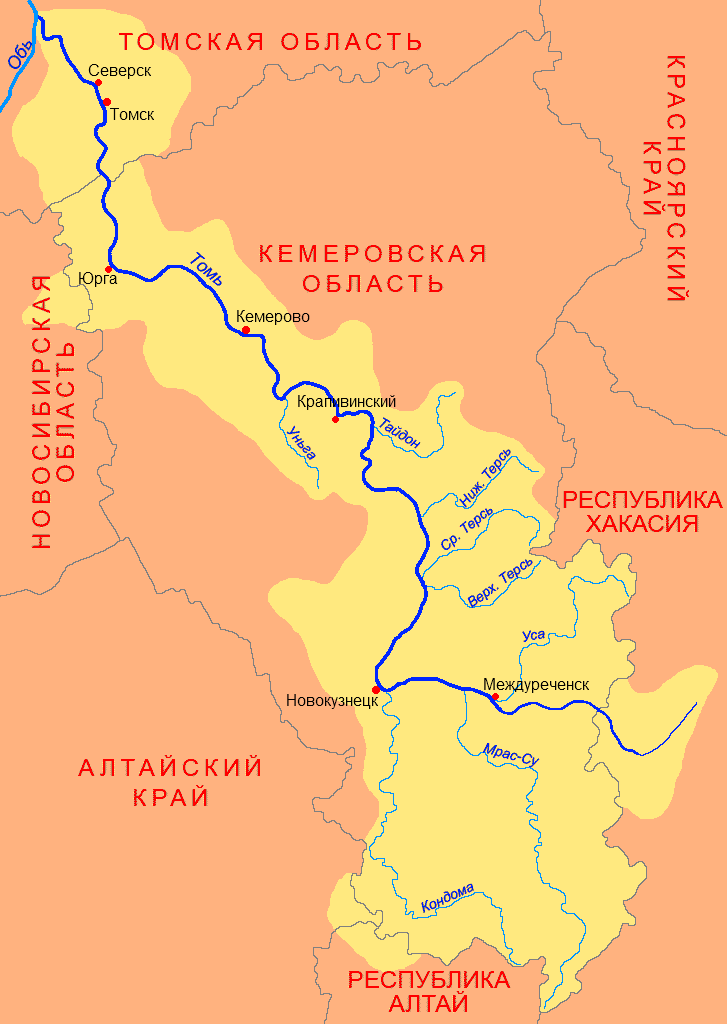
Mapa en ruso del río Tom (Томь) en el que aparecen —empezando por su curso alto— las siguientes ciudades: Mezhduréchensk (Междуреченск), Novokuznetsk (Новокузнецк), Krapívinski (Крапи́винский), Kémerovo (Кемерово), Yurgá (Юрга́), Tomsk (Томск) y Séversk (Се́верск)

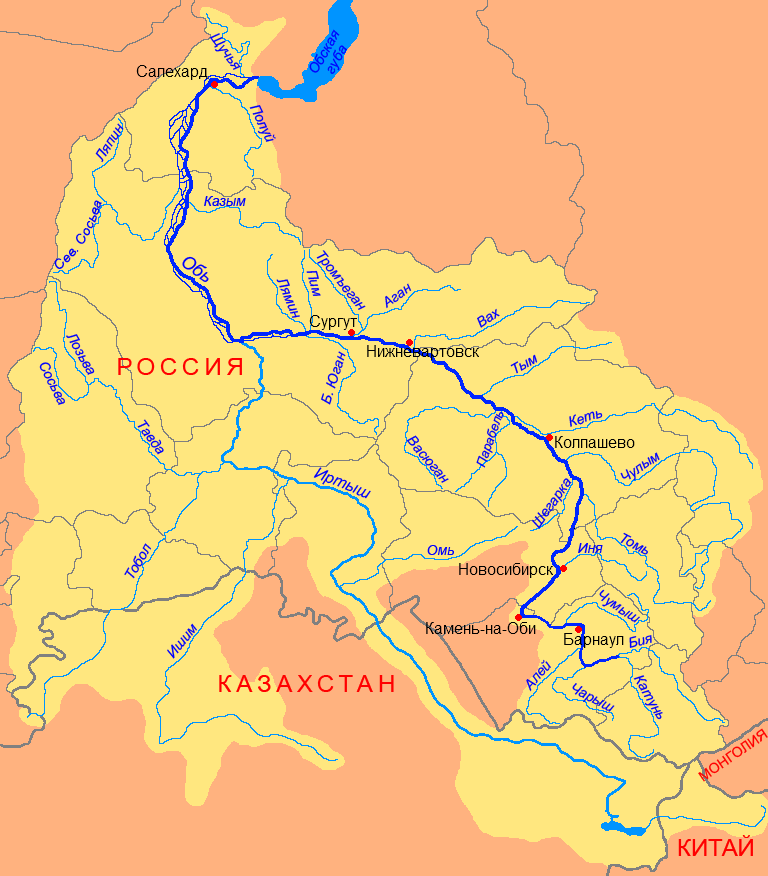
Mapa en ruso del río Obi en el que aparece a la derecha el río Tom (Томь)

Las ciudades que se encuentran en el curso del río Tom son Mezhduréchensk, Novokuznetsk, Kémerovo, Yurgá, Tomsk, y Séversk.

## Afluentes
Los principales afluentes del río Tom son, en dirección aguas abajo:
- por la izquierda:

- río Mrassú (Мрассу), con una longitud de 338 km, un caudal de 155 m³/s y una cuenca de 8.840 km²;
- río Kóndoma (Кондома), con una longitud de 392 km, un caudal de 123 m³/s y una cuenca de 8.270 km²;
- río Unga (Уньга)

- por la derecha:

- río Usá (Уса), con una longitud de 179 km, un caudal de 146 m³/s y una cuenca de 3.610 km²;
- río Vérjniaya Ters (Верхняя Терсь), con una longitud de 65 km, un caudal de 42,3 m³/s y una cuenca de 1.040 km²;
- río Srédniaya Ters (Средняя Терсь)
- río Nízhniaya Ters (Нижняя Терсь)
- río Taidon (Тайдон), con una longitud de 120 km, un caudal de 49,8 m³/s y una cuenca de 2.000 km²;